# Bustard Island
Bustard Island är en ö i Kanada.   Den ligger i provinsen Alberta, i den centrala delen av landet, 2 800 km nordväst om huvudstaden Ottawa.
Trakten runt Bustard Island är nära nog obefolkad, med mindre än två invånare per kvadratkilometer.